# 三浦謹一郎
三浦 謹一郎（みうら きんいちろう、1931年3月25日 - 2009年9月21日）は、日本の生命科学者。株式会社プロテイオス研究所取締役社長兼研究所長。日本ウイルス学会名誉会員、元日本分子生物学会会長、元日本蛋白質科学会会長。元千葉工業大学教授、元学習院大学教授、元放送大学講師、国立遺伝学研究所名誉教授、東京大学名誉教授。

## 経歴
- 1931年3月 東京府に生まれる。
- 1953年
  - 3月 学習院大学理学部化学科卒業。
  - 4月 東京大学大学院化学系研究科化学専門課程入学。
    - フルブライト・プログラムの研究員としてアメリカ合衆国コロンビア大学に留学。
- 1958年
  - 3月 東京大学大学院化学系研究科化学専門課程博士課程修了。理学博士（東京大学）。
  - 4月 京都大学ウイルス研究所助手。
  - 7月 東京大学理学博士「リボ核酸の多様性に関する化学的研究」[1]。
- 1961年4月 東京大学理学部応用微生物研究所助手。
- 1963年4月 名古屋大学理学部分子生物学研究施設助教授。
- 1969年4月 国立遺伝学研究所教授、分子遺伝部長。
  - 国立遺伝学研究所研究部長も務める。
- 1983年4月 東京大学工学部工業化学科教授。
  - 電気通信大学電気通信学部電子物性工学科教授併任。
- 1991年
  - 3月 東京大学を定年退官。東京大学名誉教授。
  - 4月 学習院大学理学部生命分子科学研究所教授兼生命分子科学研究所長。
  - 4月1日 日本分子生物学会会長（1993年3月31日まで）。
- 1997年4月 学習院大学理学部化学科教授兼生命分子科学研究所長。
- 2001年
  - 3月 学習院大学を定年退職。
  - 4月 千葉工業大学総合研究所教授。日本蛋白質科学会会長。株式会社プロテイオス研究所取締役社長兼研究所長。
- 2008年3月 千葉工業大学を退職。
  - 2009年9月 虚血性心疾患のため東京都内の病院で死去。叙従四位。

## 家族
- 父方祖父・三浦謹之助
- 母方祖父・竹下勇
- 曽祖父・三宅秀 ‐ 父方祖母の父
- 父・三浦紀彦 ‐ 三菱銀行員
- 叔父・三浦義彰 ‐ 父の弟。日本生化学会名誉会員、千葉大学名誉教授。岳父に伯爵平田栄二。
- 弟・三浦恭定 ‐ 自治医科大学名誉教授。岳父に藤岡通夫

## 専門業績
- 日本における分子生物学研究の草分けの一人。分子遺伝学、生化学、蛋白質工学を専攻。
- 核酸の研究で業績を挙げ、蛋白質生合成の分子過程とその調整機構を解明した。

## 受賞歴
- 1979年 中日文化賞「核酸分子末端の閉塞構造の発見と研究」[2]
- 1988年 日本学士院賞「二本鎖RNAウイルスの分子遺伝学的研究、特にRNAキャップ構造の発見」

## 著書

### 単著
- 『核酸の化学』（現代化学シリーズ第13） 初版1962年 第2版1966年 東京化学同人
- 『DNAと遺伝情報』 1984年5月 岩波書店（岩波新書）
- 『分子生物学』（放送大学教材1993）1993年3月 放送大学教育振興会 ISBN 4-595-86036-6
- 『分子生物学』（放送大学教材1997）1997年3月 放送大学教育振興会 ISBN 4-595-86037-4

### 編著
- 三浦謹一郎／編『蛋白質の機能構造』（シリーズ分子生物学の進歩3）1990年3月 丸善 ISBN 4-621-03457-X
- 三浦謹一郎／編『分子生物学からバイオテクノロジーへ』1993年2月 共立出版 ISBN 4-320-05405-9
- 三浦謹一郎・渡辺公綱／編著 堅田利明ほか共著『バイオケミストリー』（21世紀の先端科学をになう新化学教科書シリーズ第10巻）1997年3月 昭晃堂 ISBN 4-7856-2110-9
- 三浦謹一郎／編 『分子遺伝学』（21世紀への遺伝学2）1997年8月 裳華房 ISBN 4-7853-5815-7

## 訳書
- Scientific American／編 三浦謹一郎・大井竜夫訳『生命と分子』（第1巻～第5巻）1972年～1973年 東京化学同人
- ジェームズ・ワトソンほか原著 松原謙一、中村桂子、三浦謹一郎監訳 今成啓子ほか訳 『遺伝子の分子生物学』（上・下）2001年3月（初版は1966年）東京電機大学出版局 ISBN 4-501-61840-X